# Czeslaw Kozon
Czesław Kozon ['ʃɛslau kɔ'so·n] (født 17. november 1951 i Idestrup på Falster) har siden 1995 været det kirkelige overhoved for Den Katolske Kirke i Danmark (inkl. Færøerne og Grønland) og for samtlige katolikker i Kongeriget Danmark (i alt 40.405 katolikker pr. 1. jan. 2012). Som biskop i den danske katolske domkirke Sankt Ansgars Kirke i København bærer han titlen Biskop af København. Han efterfulgte biskop Hans L. Martensen, S.J. (dansk jesuit), som af helbredsmæssige grunde forlod embedet.

## Historie
Kozon er opvokset i en familie med polske rødder. Han voksede op i Grænge på Østlolland og gik i skole i Toreby. Han blev student fra Nykøbing Katedralskole i 1971. Hans lillebror, Jan, har været journalist i København og Nordsjælland. 

### Karriere
- 1971-1977: Studerede til præst ved Gregoriana og Lateranuniversitetet i Rom.
- 1979: præsteviedes den 6. januar af biskop Hans L. Martensen i Sankt Ansgars Kirke i København (den katolske domkirke), hvor han en kort tid fungerede som andenpræst.
- 1979-1984: andenpræst ved Sankt Mariæ Kirke i Aalborg.
- 1984: forflyttedes til posten som sognepræst for Sankt Andreas Kirke i Ordrup.
- 1989: fik ansvar for nabosognet Sankt Thérèse i Hellerup.
- 1994: udnævntes til generalvikar (biskop Hans L. Martensens højre hånd).
- 1995: bispeviedes den 7. maj i Sankt Ansgars Kirke i København.